# 柳家小春
柳家 小春（やなぎや こはる）は、落語家の名跡。当代は音曲師。
- 柳家小春 - 後：歌沢寅小満
- 柳家小春 - 後：二代目柳家さん助
- 柳家小春 - 本項にて記述

柳家 小春（やなぎや こはる、3月27日 - ）は、音曲師。落語協会所属。東京都目黒区出身。本名は磯野 曜子(いその ようこ)。

## 経歴
- 1991年、二代目柳家紫朝に入門。
- 1995年、「柳家小春」となる。
- 2023年3月、落語協会の正会員となる。